# Тензостанция
Тензостанция (тензометрическая станция) — аппаратура, предназначенная для регистрации и обработки сигналов тензодатчиков, а также для выдачи команд управления по результатам этой обработки.
Тензостанция является частью комплекса измерительной аппаратуры, используемой в тензометрии.
Основные параметры современной тензостанции: количество каналов измерения, типы поддерживаемых схем включения датчиков, точностные характеристики, возможность обработки данных в реальном времени и выдачи команд управления. Кроме того, в состав измерительного комплекса часто входят измерительные каналы для ввода сигналов других типов, что позволяет оценивать ситуацию более широко.
Подобная аппаратура выпускается многими зарубежными фирмами и некоторыми отечественными.